# Берта Бојету
Берта Бојету (енгл. Berta Bojetu Boeta; 7. фебруар 1946 – 16. март 1997) била је југословенска књижевница, глумица и песник.

## Лични живот
Бојету је рођена 1946. године у Марибору. Студирала је на Педагошком факултету Универзитетa у Љубљани и на aкадемији за позориште, радио, филм и телевизију Универзитета у Љубљани. Радила је у луткарском позоришту Љубљана и била је један од суоснивача позоришне групе Кореодрама. Умрла је у Љубљани 1997. године.
Године 1996. добила је награду Кресник за свој роман Птичја кућа (орг. Ptičja hiša).
Године 2002. у Марибору је организован међународни симпозијум о њеном раду. Радови дати на симпозијуму објављени су 2004. године.
Била је мајка историчара и преводитеља Клемена Јелинчича Боета.

## Објављени радови
- Žabon, поезија, (1979)
- Besede iz hiše Karlstein, поезија, (1988)
- Filio ni doma (Filo is not at Home), роман, (1980)[4]
- Ptičja hiša (The Birdhouse), роман, (1995)